# Sungurlu (district)
Sungurlu is een Turks district in de provincie Çorum en telt 64.631 inwoners (2007).
Het district heeft een oppervlakte van 1956,5 km². Hoofdplaats is Sungurlu.
De bevolkingsontwikkeling van het district is weergegeven in onderstaande tabel.
| 1997   | 2000   | 2007   |
| ------ | ------ | ------ |
| 77.841 | 80.840 | 64.631 |

In de stad Sungurlu wonen 32.774 inwoners.
De vijf gemeentes in het district hebben een inwonertal van 10.334, 104 dorpen met 31.624 inwoners.